# Qikiqtaryuaq (Jenny Lind Island)
Qikiqtaryuaq, bis 2012 als Jenny Lind Island bekannt, ist eine unbewohnte Insel in der Kitikmeot-Region des kanadischen Territoriums Nunavut. ist eine 420 km² große Insel in der Kitikmeot-Region des kanadischen Territoriums Nunavut.

## Lage
Die Insel liegt 20 km vor der Südostküste der Victoria Island und etwa 120 km südöstlich der Siedlung Cambridge Bay.
Der ursprüngliche Name der Insel ehrte die in Schweden geborenen Opernsängerin Jenny Lind.

## Geographie
Das Relief der Insel weist felsige Geländekanten, tiefliegende Sumpfgebiete, Flächen mit Riedgras und sandige Uferlinien auf.

## Fauna
Die Insel trägt den Status eines Important Bird Area (#NU088) in Kanada sowie eines vom Canadian Wildlife Service als wichtiges Rast- und Brutgebiet von Zugvögeln („Key Habitat Site“) eingestuften Areals.
Zu nennen sind folgende Vogelarten: die Kanadagans, die Kleine Schneegans (C. c. caerulescens) und die Zwergschneegans.
Moschusochsen leben auf der Insel.

## Geschichte
Die Insel ist unbewohnt. Sie wird jedoch immer noch vom North Warning System genutzt. Ursprünglich war sie Teil der Distant Early Warning Line, bekannt als Standort CAM-1.
Von Zeit zu Zeit wird die Insel von Kreuzfahrtschiffen auf ihrem Weg durch die Nordwestpassage angesteuert.

## Name
Der Name kommt aus der Inuktitut-Sprache. Anfang der 2010er Jahre erhielten mehrere Inseln denselben offiziellen Namen, darunter die 90 km westsüdwestlich gelegene Insel Qikiqtaryuaq, ehemals als „Melbourne Island“.